# 韋爾霍維納 (梅利托波爾區)
46°44′27″N 34°57′52″E / 46.74083°N 34.96444°E
韋爾霍維納（烏克蘭語：Верховина）是位於烏克蘭東南部的村莊，由扎波羅熱州梅利托波爾區的塞梅尼夫卡市鎮負責管轄。該村始建於1858年，面積0.59平方公里，海拔高度34米，2001年人口50，人口密度每平方公里85人。